# Parque nacional Costa de los Esqueletos

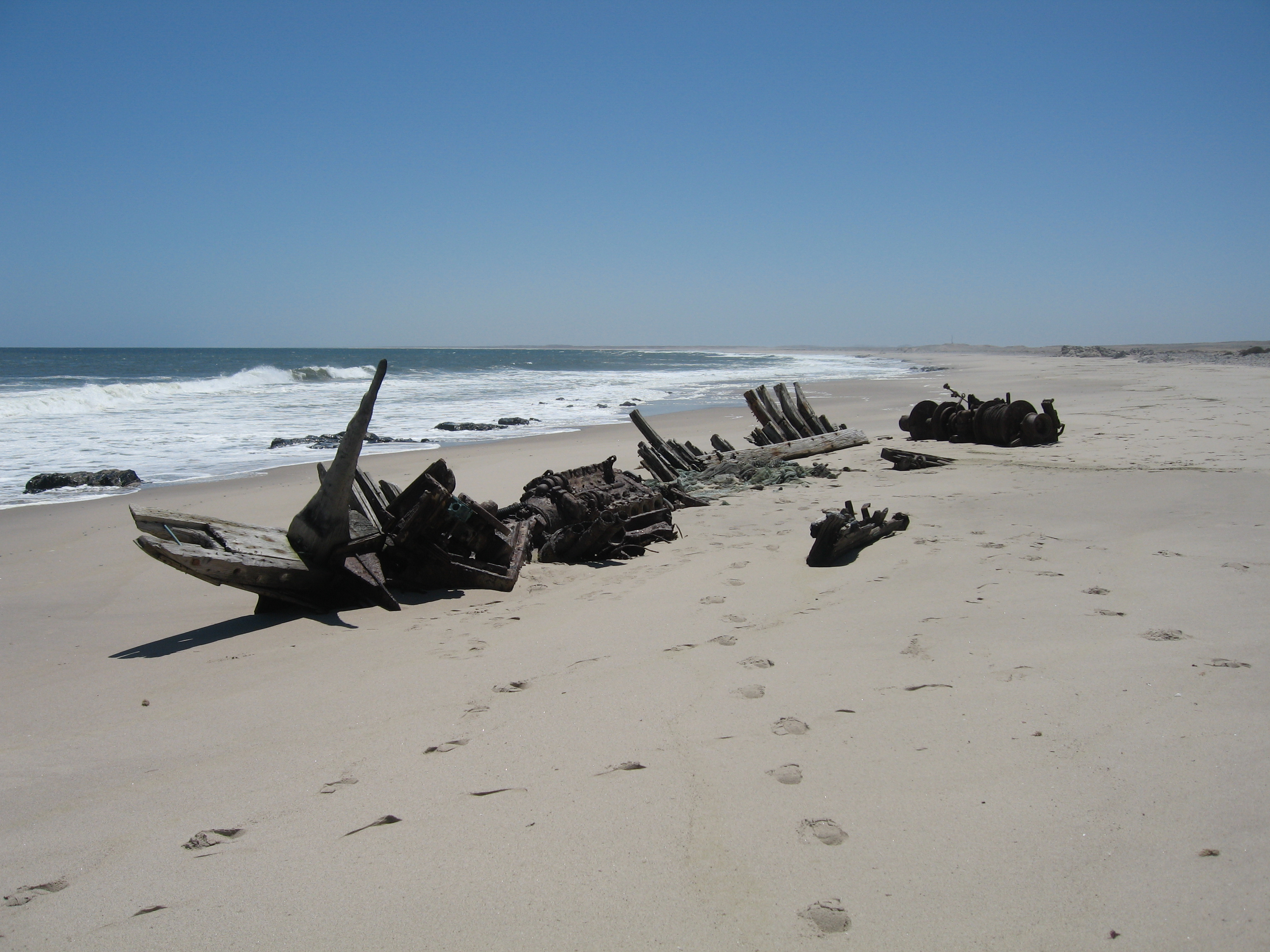
Naufragio del Southwest Seal del año 1976 en el Parque Nacional Costa de los Esqueletos

El parque nacional Costa de los Esqueletos es un espacio protegido situado en el noroeste de Namibia, y cuenta con playas bastante inaccesibles, salpicadas de restos de naufragios. El parque fue establecido en 1971 y tiene un tamaño de 16.845 kilómetros cuadrados (6.504 millas cuadradas). El parque se divide en una parte norte y sur, la parte sur está abierta a las personas con vehículos de 4 ruedas, se les permite ir al norte hasta la Puerta del río Ugab  (donde existe un cartel con una calavera que advierte que no se debe ir más lejos). La sección norte sólo es accesible por safaris. La arena suelta es una trampa mortal incluso a los más poderosos vehículos de 4 ruedas.